# Joute équestre
 (juillet 2015).
Si vous disposez d'ouvrages ou d'articles de référence ou si vous connaissez des sites web de qualité traitant du thème abordé ici, merci de compléter l'article en donnant les références utiles à sa vérifiabilité et en les liant à la section « Notes et références ».
Pour les articles homonymes, voir joute.

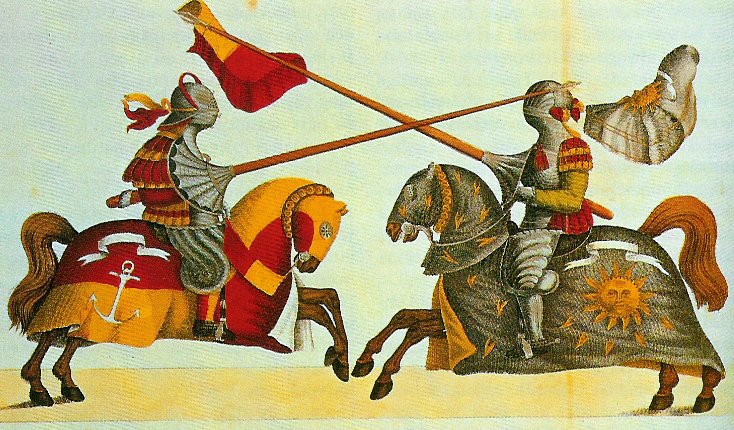
Joute équestre en Bavière au XVe siècle.

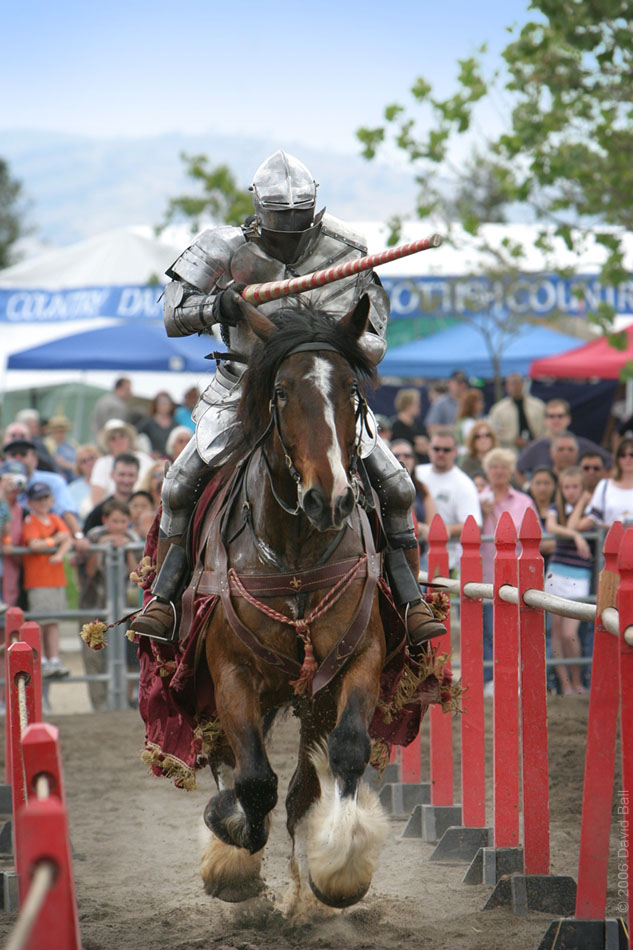
Chevalier dans la reconstitution moderne d'une joute (Livermore, 2006).

La joute équestre est l'une des plus célèbres épreuves des tournois de chevalerie. Elle consiste en une charge à la lance entre deux chevaliers au galop, face à face.

## Histoire de la joute équestre

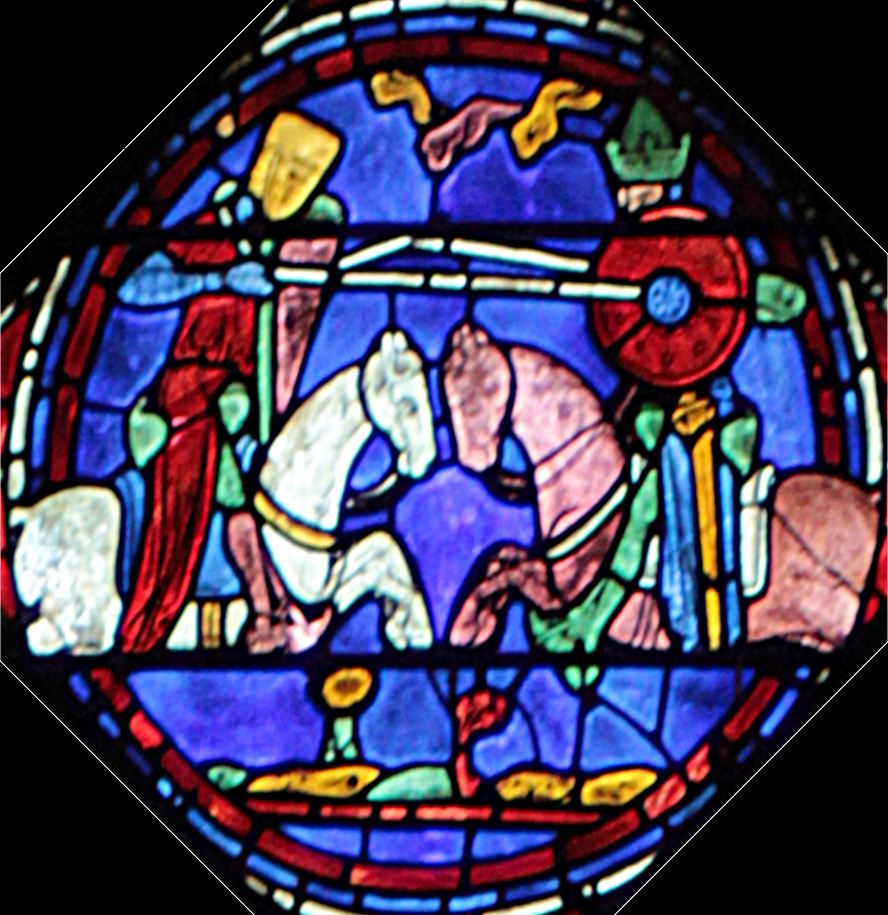
Chartres, vitrail de Charlemagne (XIIIe siècle).

Les premières joutes équestres apparurent en France dès le XIIe siècle. À cette époque, les armures de plates n’existaient pas, les chevaliers étaient vêtus d’une cotte de mailles, d’un casque et d’un écu long en forme de goutte d’eau. Il n'y avait pas de lice pour protéger les concurrents qui s’élançaient et se faisaient parfois face en mêlée. Le risque de blessures graves était très important car les chevaux et les cavaliers pouvaient s’entrechoquer de face et très violemment en plein galop.
L’Église bannit rapidement ces épreuves de tournois et de joutes. Les papes s’y opposèrent personnellement dès 1193. Certains souverains les interdirent, appréhendant les rassemblements de bandes armées rivales sur un même lieu pendant plusieurs jours. Au XIIIe siècle, l’équipement s’améliora, les jouteurs portèrent désormais un grand heaume et le bouclier devint plus petit mais les cavaliers se croisaient sans séparation. Les accidents mortels étaient très nombreux et des règles commencèrent peu à peu à s’instaurer. Les armures de plaques firent leur apparition fin XIVe, elles commencèrent à se spécialiser. Les armures de joute étaient plus lourdes et moins articulées que celles de guerre, elles pesaient environ 30 kg, et pouvaient aller jusqu'à 45 kg à partir de la fin du XVe siècle. Un cavalier en armure n'était pas capable de monter à cheval. Il se hissait parfois à partir d’une sorte de marchepied et son écuyer l’aidait juste à mettre le pied à l'étrier car avec un heaume, il était impossible d’avoir une vision rapprochée à moins de deux mètres devant soi. La vision de proximité était très réduite.
En mai 1389, le roi de France Charles VI se distingua lors d’une joute équestre. Froissart, qui nous rapporte ce fait, est peut-être complaisant. Charles VI n’en est pas moins un authentique passionné et un jouteur plutôt solide. Il transmit le virus à sa descendance. Les compétitions pouvaient durer plusieurs jours et même des semaines entières. En mai 1390, les joutes équestres à Saint-Inglevert durent tout le mois.
À partir de 1420 environ, une barrière, la lice, apparaît en Italie, principalement pour des raisons de sécurité. Les chevaliers galopaient alors le long de cette lice en sens inverse, chacun ayant la barrière à sa gauche. Initialement, il s'agissait d'une toile tendue sur une corde. Elle fut rapidement remplacée par une solide barrière de bois d'au moins 1,5 m de hauteur.
Les lances sont également sécurisées par un rochet, ce qui les empêche d’entrer dans la vue d’un heaume. Contrairement à une idée reçue, l'objectif du jouteur n'était pas de faire chuter son adversaire. Pour être déclaré vainqueur, il fallait briser le plus possible de lances sur l'armure des autres jouteurs. En cas d'égalité, la longueur du morceau brisé permettait de départager les deux chevaliers. La dangerosité de ce sport nécessitait bien des adaptations, tant au niveau des armures qu’au niveau des lances. Elles évoluèrent également et devinrent de plus en plus lourdes avec une garde et une arrière main qui faisait office de balancier.
Progressivement on ne jouta plus avec un bouclier, mais avec un simple manteau d’armes rivé sur l’épaule gauche. Il était strié pour favoriser la casse de la lance au moment de l'impact.
Activité bien moins violente que le tournoi, la joute équestre fut toutefois la cause d'un nombre important de morts et de blessés. Le 15 février 1515, un mort fut à déplorer à l’occasion d’une joute équestre donnée en l’honneur de l’entrée de François Ier à Paris. Le roi de France était un passionné et y brilla durant sa jeunesse.
C’est surtout au XVIe siècle que les armures devinrent très perfectionnées, ce qui n’empêcha pas Henri II d’être mortellement blessé par son capitaine de la garde écossaise.
Le 1er juin 1559 marqua le début des jeux donnés à Paris après la signature de la paix du Cateau-Cambrésis. Ces festivités sportives durèrent tout le mois de juin et comprenaient notamment des joutes équestres. Le 30 juin, le roi de France Henri II fut mortellement blessé au cours d’une joute équestre, signant du même coup l’arrêt de mort des tournois, des joutes équestres et des autres pas d'armes en France. Les épreuves équestres à la lance furent remplacées par des jeux d'adresse martiaux, la quintaine et le jeu de l'anneau ainsi que par divers jeux de simulacres tels que les carrousels.
Antoine de Pluvinel enseigna l’art de la joute au XVIIe siècle à Louis XIII. C’est l’un des rares recueils où l’utilisation de la lance et des angles d’attaques sont clairement expliqués.

## Jouteurs célèbres
Dans les années 1170, Guillaume le Maréchal (William Marshall) était devenu un champion redouté, ce qui lui valut le surnom du meilleur chevalier au monde.
Bertrand du Guesclin sortait à peine de l’adolescence quand il se distingua brillamment en participant anonymement à une joute équestre avec un cheval d’emprunt.
C’est surtout René d'Anjou, comte de Provence, qui avec son célèbre livre des tournois, donna toutes ses lettres de noblesse aux grandes joutes équestres organisées lors des tournois du XVe siècle.

## Les joutes modernes

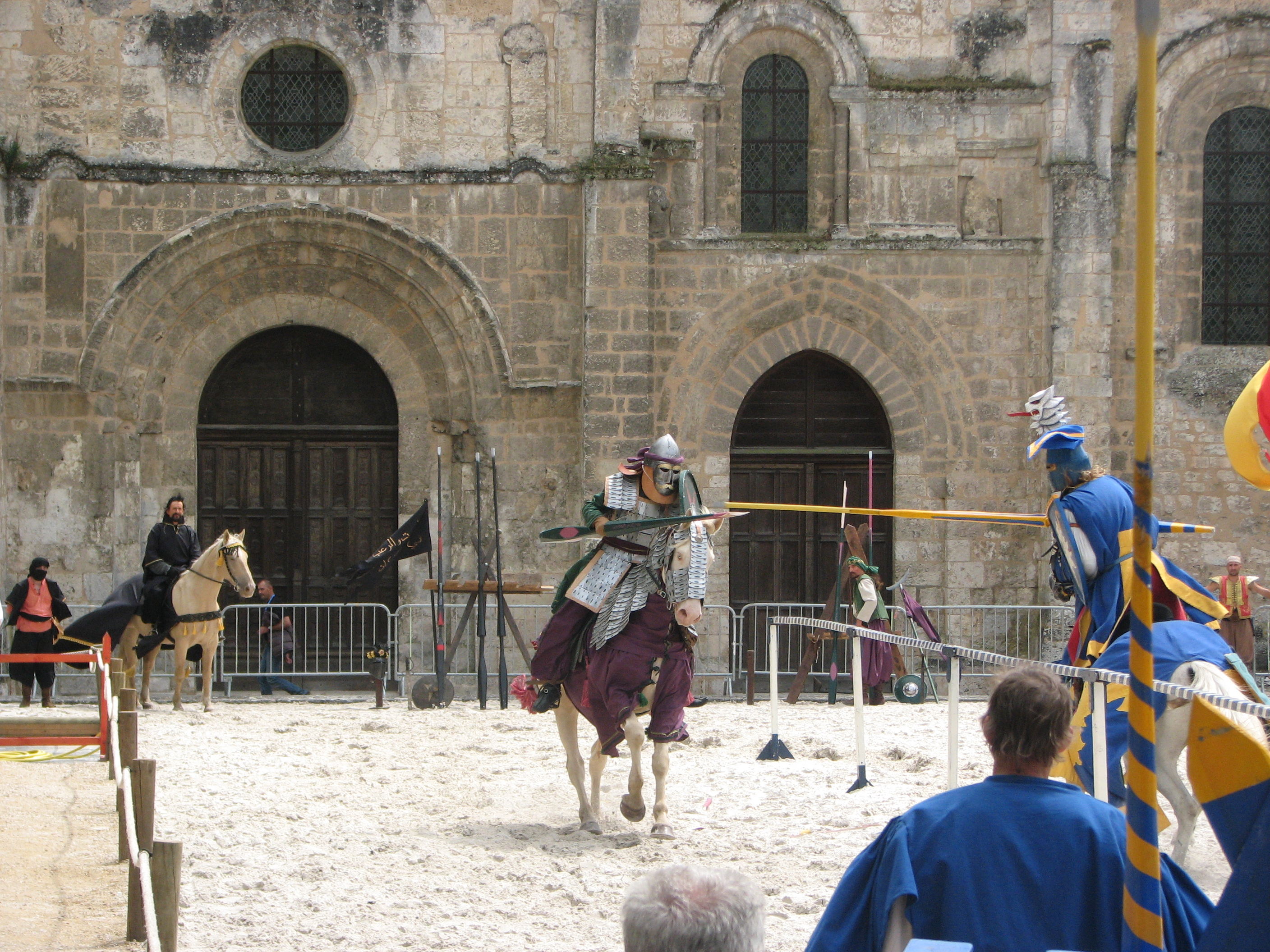
Une joute moderne devant l'Église de la Madeleine, Châteaudun en 2008

Aujourd’hui, ce sport a pris un second souffle. La version sportive est différente des spectacles organisés avec des acteurs-cascadeurs qui ont des lances précassées et où le bon chevalier bat toujours, in fine, le méchant.
Les compétitions se pratiquent en armure de plates et les lances sont en frêne sous deux versions en bois plein, ou munies en terminaison par un court insert en balsa pour légèrement amortir l'impact. Ce sont surtout les Anglais et les Belges qui ont remis la joute équestre au goût du jour en Europe. Des compétitions internationales sont régulièrement organisées.
En Angleterre, le célèbre musée de Leeds, le Royal Armouries, organise tous les ans en avril une joute équestre version XVe. Seuls les meilleurs jouteurs mondiaux y sont conviés. Les lices de compétitions mesurent environ 40 mètres de longueur. Des épreuves sont également organisées aux États-Unis (elle y a, dans le Maryland, statut de « sport d'état »), au Canada, en Nouvelle-Zélande, en Belgique, en Pologne, et en Norvège.
Les joutes équestres sportives ont été présentées plusieurs fois au Salon du cheval de Paris, mais ce sport reste encore confidentiel en France, bien qu’elle en fût le berceau. Actuellement[Quand ?] on compte à peine une dizaine de cavaliers français qui pratiquent la joute équestre sportive de compétition. Sport de tradition, il est toujours respecté durant les épreuves actuelles, eu égard à tous les cavaliers qui ont été tués durant près de 500 ans de pratique. Briser une lance sur son adversaire reste toujours un honneur. Pour s’équiper, il y a peu de batteurs d’armures qui exercent en France. Une armure reste un équipement compliqué à réaliser et très onéreux, sa fabrication demande de grandes compétences et une connaissance pointue des pièces de musées qui nous restent.
Avec le retour des compétitions, les techniques de la joute équestre sont peu à peu retrouvées.

### Règlement des joutes modernes
Le concept de « joute sportive équestre » est né en France en 1996, de l'idée de l'association chevalerie initiatique que la joute pratiquée par les chevaliers du XVe siècle et XVIe siècle était codifiée et relativement sécurisée. À cette dernière période, la joute était très différente des tournois du XIIIe siècle et XIVe siècle, bien plus violents et dangereux, parce que très peu de règlements étaient mis en place en dehors du lieu et de l'heure.
Ce sont les Français qui ont pour la première fois, depuis le Moyen Âge, réhabilité la joute sous forme sportive en inscrivant la discipline au sein de la Fédération française d'équitation où elle a une commission sportive et un règlement définitif fondé sur la pratique de jeux historiques et ludiques avec des équipements historiques et une limitation volontaire des risques aux seuls risques liés à la pratique du cheval.
Par ailleurs et dans les mêmes périodes, la notion de tournoi sportif est née aussi. Très rapidement, de nombreuses reconstitutions historiques de qualité ont eu lieu, comme celle de Leeds en Angleterre. Mais le terme de sport, dans les années 1990, était supplanté et dénigré au profit du concept de reconstitution historique. Puis dans les années 1970 par des cascadeurs renommés comme Gilles Raab avec des tournois internationaux de chevalerie, dont le concept général se retrouve encore presque partout faute de fédérations sportives internationales reconnues par les États souverains. Aussi la joute sportive moderne est à sa naissance.
Les règlements de joutes modernes en France s'entendent sur l'activité principale : la joute en face à face à la lance brisée avec des embouts cartonnés ou en balsa qui est, grâce à un équipement sécurisé et réglementé, complètement inoffensive pour les participants. Ce règlement rejoint sur beaucoup de points celui des autres nations ; seuls des points de sécurité diffèrent encore, comme la largeur de la lice centrale, où seuls les Français ont une lice plus large au centre pour supprimer la course à la barrière et le risque de désarçonner l'adversaire, pour ne laisser place qu'à l'adresse de viser l'écu adverse pour l'obtention de points.
Cette vision sportive et plus aseptisée des joutes rend l'idée de sport plus lisible et respectable, et s'oppose de fait à l'idée de duel qui, il faut le rappeler, est interdit en France depuis le cardinal de Richelieu. Sans parler du concept de joute à outrance ou à mort qui est interdite depuis la mort du roi Henri II en tournoi à Paris.
Les grandes idées de la joute sportive sont là, sachant qu'il faut être raisonnablement bon en équitation pour prétendre gagner une joute. Ceci étant, il existe des écoles de joute en France et des clubs à l'étranger, et à bien y regarder, le niveau nécessaire est bien moins élevé qu'il ne le semble vu de l'extérieur. Car la joute moderne, comme la joute du Moyen Âge, s'entoure d'artifices et de techniques qui impressionnent beaucoup le novice.
Il existe bien d'autres types de joutes aujourd'hui à travers le monde, qui s'apparentent depuis à la notion de sport, mais la valeur sportive ne prend un sens que lorsqu'elle se rattache à une fédération ou à un ministère d'État pour prétendre un jour devenir une discipline majeure du sport moderne, et pourquoi pas devenir discipline olympique. En 2012, seuls les jouteurs français ont un sport intitulé « joute sportive et historique » reconnu des organes sportifs d'État ; ce qui n'enlève rien à la qualité des autres nations dans l'exercice de la joute. Chaque nation disposant d'une dizaine de jouteurs et de règlements convergent globalement vers une harmonisation comme la lance prébrisée.
De nombreux règlements existent et en premier lieu les anciens traités historiques allant des textes épiques de Froissart, en passant par les règlements des tournois du roi René, pour finir par La Guérinière qui les revisite tardivement, avant que les militaires du XVIIIe siècle et XIXe siècle n'en conservent quelques traces dans leurs manuels. Les jouteurs français ont la chance d'avoir la joute sportive en tant que sport à part entière et attendent que les autres nations se fassent reconnaître de leur ministère sportif plutôt que de s'auto-reconnaître ; mais la joute sportive est en marche. Car globalement tous les jouteurs font sensiblement la même chose ; lors des joutes sportives équestres, les différents types de lances utilisées, avec embouts d'un mètre en balsa ou en carton se brisent sur l'opposant et il est interdit de toucher le cheval sous peine de disqualification.
Le cinéma a popularisé les joutes en 1952 avec Robert Taylor jouant le rôle de Ivanhoé et plus récemment en 2001, avec le film Chevalier (Titre original : A Knight's Tale) et l’acteur Heath Ledger.

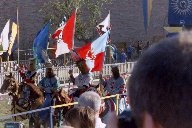
Reconstitution d'un tournoi féodal à Urbino en 2002.
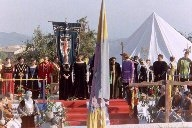
Urbino 2002 : tribune seigneuriale.
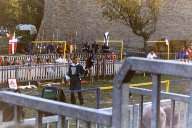
Urbino 2002 : lâcher d'oiseaux.